# Maham
Maham är en ort i Indien.   Den ligger i distriktet Rohtak och delstaten Haryana, i den norra delen av landet, 100 km väster om huvudstaden New Delhi. Maham ligger 226 meter över havet och antalet invånare är 19 383.
Terrängen runt Maham är mycket platt. Runt Maham är det tätbefolkat, med 411 invånare per kvadratkilometer. Maham är det största samhället i trakten. Trakten runt Maham består till största delen av jordbruksmark.